# Trioblattella matogrossensis
Trioblattella matogrossensis är en kackerlacksart som först beskrevs av Rocha e Silva 1958.  Trioblattella matogrossensis ingår i släktet Trioblattella och familjen småkackerlackor. Inga underarter finns listade i Catalogue of Life.